# Sphalloeme costipennis
Sphalloeme costipennis là một loài bọ cánh cứng trong họ Cerambycidae.